# علی رستمیان
علی رستمیان (زادهٔ ۲۰ فروردین ۱۳۲۸ در اصفهان) خوانندهٔ اهل ایران است.

## زندگی
علی رستمیان در ۲۰ فروردین سال ۱۳۲۸ در شهر اصفهان به دنیا آمد. او آموزش آواز را نزد جلال‌الدین تاج اصفهانی آغاز کرد. وی بعدتر ردیف‌های موسیقی ایرانی را نزد محمود کریمی آموخت و از آموزش‌های محمدرضا شجریان، حسن کسائی و هوشنگ ابتهاج نیز استفاده کرد.

## فعالیت هنری
پس از آشنایی فرامرز پایور با علی رستمیان در سال ۱۳۶۳، همکاری علی رستمیان با گروه اساتید موسیقی ایران آغاز شد که حاصل این همکاری، آلبوم‌های چهارباغ، مویه، حکایت دل و ارغوان بود. آلبوم ارغوان، آخرین اثر فرامرز پایور بود که در زمستان ۱۳۷۶ منتشر شد. آلبوم چهارباغ در تیر سال ۱۳۶۵ در آواز ابوعطا و با همکاری گروه اساتید موسیقی ایران تولید شده است.
آثار بعدی رستمیان، آلبوم‌های بامدادان، خزان عشق، دل من، واله و شیدا، شب مهتاب، یوسف کنعان، جام عشق، بوی پرچین، کُنج صبوری (با آهنگ‌سازی پرویز مشکاتیان)، از بودن و سرودن، مجموعهٔ دفتر تار و آواز ۱ و ۲ (همراه با تار جلیل شهناز) و سیه‌چشم هستند. از آثار دیگر رستمیان آلبوم موسیقی نغمه نوروزی است که در سال ۱۳۹۲ منتشر شده‌است. در این اثر جلیل شهناز نیز حضور داشته است. این آلبوم توسط گروه موسیقی قمر با قطعاتی از روح اله خالقی و اکبر محسنی به سرپرستی نوید دهقان اجرا شده‌است.